# Sylvain Pages
Pour les articles homonymes, voir Pagès.
Ne doit pas être confondu avec Sylvain Pagé.
 (janvier 2010).
Pas d'image ? Cliquez ici

a Compétitions nationales et continentales officielles uniquement.

Dernière mise à jour le 26 janvier 2010.
Silvain Pages, né le 22 juillet 1988, est un joueur de rugby à XV français qui évolue au poste de talonneur.

## Clubs successifs
- 1995-2010 : AS Béziers
- 2010-2012 : US Montauban
- 2012-2013 : SC Blagnac
- 2013-2014 : US Romans Péage
- 2014-Dec.2014 : Cavalieri Prato  Italie